# Амуа (Бельгия)
Амуа́ (фр. Hamois, валлон. Hamwè / Grand Hamwè) — коммуна в Валлонии, расположенная в провинции Намюр, округ Динан. Принадлежит Французскому языковому сообществу Бельгии. На площади 76,42 км² проживают 6649 человек (плотность населения — 87 чел./км²), из которых 50,35 % — мужчины и 49,65 % — женщины. Средний годовой доход на душу населения в 2003 году составлял 11 561 евро.
Почтовые коды: 5360—5364. Телефонный код: 083.

## Города-побратимы
- Вальгорж (Франция)